# ファミリーコンピュータMagazine
『ファミリーコンピュータMagazine』（ファミリーコンピュータマガジン）は、徳間書店インターメディアが発行していた日本のファミリーコンピュータ（以下ファミコン）専門ゲーム情報誌。略称は「ファミマガ」。

## 概要
1985年7月、世界初のファミコン専門誌として創刊。ゲーム雑誌としては『Beep』に次ぐ最古の部類に入る。創刊当初は月刊誌として刊行されていたがその後月2回刊、さらに隔週刊となる。
編集部は任天堂発売のディスクシステム用ソフトの説明書の編集も手がけるなど任天堂とのコネを強みとしており、ファミコン全盛期にはその情報力を活かした編集内容で支持が高かった。攻略記事も充実しており、全盛期はほぼ毎号攻略本の別冊付録が付いていた。誌面内容は攻略記事と裏技が中心となっており、裏技はファミマガでは「ウルトラテクニック」、略して「ウル技」（ウルテク）と呼称された。
なお、後発のライバル雑誌である『ファミ通』（旧称：ファミコン通信）や『ファミコン必勝本』、『マル勝ファミコン』等、ゲーム雑誌のジャンルにおいては大半が左開きの横書きが主流であったのに対し、当誌は先行して創刊されていたゲーム総合誌『Beep』を模す形で右開きの縦書きを採用していたのが特徴的であった。

## 歴史

### 初期
初期には毎回一つのゲームを題材に裏技を紹介する連載漫画や『ロードランナー』（1983年）と『ナッツ&ミルク』（1983年）のエディット作品の投稿ステージ（自作面）を紹介するコーナー「これが解けるか?」、『ファミリーベーシック』（1984年）の投稿プログラムを紹介するコーナー「打ち込んでRUN」もあった。
ゲームの高得点を不正スコアを申告できないように画面の写真を撮って投稿することで競う「ハイスコアルーム」も、担当の米丸・バボの芸風とともに人気を集めていた。またハイスコアだけでなく低スコアクリアや取得アイテムを制限してのクリアなどを競う、今でいうやり込みのはしりとも言えるコーナー内コーナー「がんばりなはれ」も存在した。しかしスーパータイガーと名乗る者がX1で偽造した画面写真を大量に投稿していたことが発覚する「スーパータイガー事件」も起こり、『ドラゴンクエスト』（1986年）のヒットからスコアを競わない系統のゲームが流行し始めたこともありコーナーは終了することになった。

#### ウル技（ウルテク）
ウル技（ウルテク、ウルトラテクニック）紹介コーナーでは、毎号1つ嘘のウル技を用意して読者に当てさせるクイズ「スーパーウルトラテクニックイズ」（後に「ウソテックイズ」と改称）も出すという企画もあった。元来は「雑誌に載っている技ができない」という読者からの問い合わせを「クイズの正解につながるので、答えられません」と回避する意図があったが、第1回の『FLAPPY』（1983年）の全パスワード公開技を『コロコロコミック』が本当の技として掲載してしまい、結果として他誌による情報盗用を牽制する効果も生じた。
ウソ技の中には『桃太郎電鉄シリーズ』（1988年 - ）の「銀河鉄道カード」などのように、開発者側が面白がったことで続編において本当のウル技として実現されたものもあった。その一方で『スーパーマリオブラザーズ』の「ファイアフラワー36個取りで1UP」のように非常に高度な、しかし上級者には決して不可能ではないレベルのゲームプレイを要求したあげくウソ技であるといったようなものが騒動となり物議をかもすこともあった。
ウル技は初期の人気コーナーだったが、バグ技を扱うことについて「ソフトの品質に対するイメージが悪化する」という理由でメーカー側から掲載への圧力がかかることもあった。やがてロールプレイングゲームのように謎解きに重点を置いたソフトが中心になるにつれ、初期は1号に50や100も掲載されていたウル技の数は徐々に減少、紙面におけるウェイトも減少していくことになる。
なお過去に『スーパーマリオ ヨッシーアイランド』（1995年）の裏技を公表規制中に掲載したため、任天堂からクレームが来て次号でお詫びを掲載したケースもあった。また『ファイナルファンタジーII』（1988年）でも同様のことがあったものの、当時は紙面でもファイナルファンタジーシリーズを積極的に取り上げていたからでもあった。

#### ゲーム通信簿（読者レビューランキング）
1986年から「ゲーム通信簿」のコーナーが開始された。これはアンケートハガキに発売されたゲームについて「キャラクタ」「音楽・効果音」「お買い得度」「操作性」「熱中度」「オリジナリティ」のそれぞれを読者が5段階、計30点で評価する欄が設けられこれを集計しランキングするシステムで、『ファミ通』のクロスレビューに対抗する評価基準として考えられたものである。読者のアンケートという形で公正さをアピールしていたが、あるメーカーが自社のゲームが上位になるよう組織票を投じたことが発覚し問題となったこともあった。またこれとは別に年末にその年のゲームを一括し同様の基準での評価を募り、ファミマガゲーム大賞を選定した。
なお、このランキングは姉妹誌の『PC Engine FAN』・『メガドライブFAN』→『SATURN FAN』・『Play Station Magazine』でも行われた。歴代最高点は『ドラゴンクエストII 悪霊の神々』（1987年）の28.01点。

### 中期
後年にはディスクシステムのマスコットキャラ「ディスくん」が登場して様々なゲーム業界の話を紹介する漫画『ディスくんのマンガトピックス』や『ジェリーボーイ』（1991年）や『ファイアーエムブレム』（1990年）、『ストリートファイターII』（1991年）、『サムライスピリッツ』（1993年）等を原作とするストーリー漫画、『へべれけ』（1991年）の4コマ漫画なども連載された（「ぺもぺも」というタイトルに改題された時もあった）。田尻智がアーケードゲームを紹介するコーナーを持っていたこともある。ディスクシステム用ソフト『ファミマガディスク』などの企画も行われていた。
またそれまで紹介したウル技を完全収録した『大技林』が毎年の年始に発売される3号に別冊付録として出版されていたが、これをムック化し『超絶大技林』という誌名で単体の本として発行するようになる。しばらくの期間はウソ技もそのまま掲載されていたが、後にウソ技は排除された。なお、『大技林』は実在する汎用国語事典のパロディタイトルである。

### 休刊
一時期はゲーム雑誌の代表格であったが、新作情報を中心とした総合情報誌へと編集スタイルを移行させた『ファミ通』が次第にシェアを拡大。また、PlayStationの登場に端を発するゲームハードの多様化により任天堂ハードが劣勢となったことも、任天堂色が強いと見做されていた当誌にとって不利な要素となり、部数を激減させることになる。こうした中、てこ入れ策として1996年にNINTENDO 64中心の『ファミマガ64』と誌名変更し更に新たに週刊の総合ゲーム情報誌『ファミマガWeekly』を刊行する。だが『ファミマガWeekly』は半年で廃刊となり、『ファミマガ64』も任天堂劣勢の状況と徳間書店の経営危機の影響を受けて隔週刊から月刊にペースダウンし1998年3月発売の同年5・6月合併号をもって休刊した。一般的に、雑誌の休刊号には休刊の旨が読者に告知されるが、『ファミマガ64』最終号に休刊の告知は一切無かった。しかし、合併号であった上、次号予告等も行われておらず、勘の良い者には休刊号とわかる体裁であった。

### 主な連載漫画
- ファミマガジャーナル マンガトピックス（嵩瀬ひろし）
- ディスくんのマンガトピックス（嵩瀬ひろし）
- ぐゎんばれ○○○○（嵩瀬ひろし）
- ウル技DJ（山田ゴロ）（通巻9〜18号）
- あこがれてエンジェル!（みなづき由宇）（通巻19〜24号）
- ファイアーエムブレム（島田ひろかず）[注 2]
- ロマンシング サ・ガ2（面堂かずき）
- ツインビー〜レインボーベルアドベンチャー〜（品川KID）
- ストリートファイター2（神崎将臣）
- サムライスピリッツ（内藤泰弘）
- ジェリーボーイ（杉森建）
- へべれけ（うっちー）

### 『Nintendoスタジアム』からその後
『ポケットモンスター』（1996年）が一躍ブームとなった1997年から、テレビ東京の番組『64マリオスタジアム』（1996年 - 2000年）において番組内で行われていたポケモン通信対戦コーナー「ポケモンリーグ」の解説者を『ファミマガ』の編集者「トランセル種市」が担当することになった。『ファミマガ』休刊後も番組内での解説を続けていたのが功を奏し、徳間書店から『Nintendoスタジアム』（ニンテンドウスタジアム）という番組と連動した雑誌を1998年7月に刊行することになった。刊行の経緯から当初はポケモンの育成法、対戦の戦術、「ポケモンリーグ」の誌上リプレイなど、紙面のほとんどをポケモン関連の情報に当てていた。99年頃からは徐々に任天堂ゲーム機のソフト情報全般を扱うようになっていった。雑誌サイズはA5判と小さいものの縦書きで独特の目次ページなど、『ファミマガ』の後継誌といった雰囲気であった。
1999年末に徳間書店の経営悪化により別メーカーのハード専門誌として立ち上げられていた『PlayStation Magazine』や『ドリームキャストFAN』が廃刊となる中、最終的にインターメディア・カンパニーの『Nintendoスタジアム』の編集部スタッフが中心となり新規に編集プロダクション「アンビット」を立ち上げ独立し、2000年3月には発行元を毎日コミュニケーションズ（現・マイナビ）へと移した形で刊行が継続されることとなる。これによって、毎日コミュニケーションズから既に刊行されていた『The 64DREAM』（現『Nintendo DREAM』）とはライバル誌から兄弟誌になる。しばらくは共に刊行されていたが、『Nintendo DREAM』に統合される形で2002年6月21日発売の同年8月号にて事実上休刊となる。
また、『超絶大技林』も2000年1月発売の2000年冬版をもって徳間書店からの刊行を終了し、『広技苑』に改題した上で2000年3月発売の2000年春版から発行元が毎日コミュニケーションズとなる（その後、2008年夏版まで刊行）。なお、『広技苑』も『大技林』と同じく、実在する汎用国語事典のパロディタイトルである。
『Nintendo DREAM』は、2010年11月20日発売の2011年1月号より発売元を毎日コミュニケーションズから徳間書店へ変更。徳間書店としては約11年振りのゲーム雑誌再参入であると共に、ファミマガの系譜を組むゲーム雑誌の「里帰り」が実現することとなった。『超絶大技林』も2011年8月に再び徳間書店から刊行された。
2016年11月14日には、同月10日にファミコンの復刻版である「ニンテンドークラシックミニ ファミリーコンピュータ」が発売されるのを記念して、『ニンテンドークラシックミニ ファミリーコンピュータMagazine』のタイトルでムック形式の「TOWN MOOK」として発売された（ISBN 978-4-19-710478-9）。222ヶ月ぶりとなる1号限りの発行で、当時のスタッフが誌面制作に加わり、誌面構成も当時の物を再現しているほか、付録として同機種に収録されているゲームソフト30本の当時の『ファミマガ』の攻略記事やウルトラ技、攻略本『スーパーマリオブラザーズ完全攻略本』など1000ページ以上をスキャニングしPDFとして収録したDVD-ROMがつく。また、10月21日発売の『Nintendo DREAM』2016年12月号にも収録ソフトの当時の記事そのまま収録にした小冊子「ファミマガミニ」が付録としてつく。
2017年10月5日には、同日にスーパーファミコンの復刻盤である「ニンテンドークラシックミニ スーパーファミコン」が発売されるのを記念して、同様に『ニンテンドークラシックミニ ファミリーコンピュータMagazine ミニスーパーファミコン特集号』のタイトルでムック形式の「ATM MOOK」として発売された（ISBN 978-4-19-827017-9）。上記と同様に当時の誌面構成を再現している他、付録として同機種に収録されているゲームソフト20本（『スターフォックス2』除く）とスーパーファミコン本体についての当時の『ファミマガ』の攻略記事やウルトラ技を収録した「ミニ大技林」など2000ページ以上をスキャニングしPDFとして収録したDVD-ROMがつく。また、8月21日・9月21日発売の『Nintendo DREAM』2017年10月号・11月号にも、それぞれ収録ソフトの当時の記事そのまま収録にした小冊子「ファミリーコンピュータマガジン復刻版」が付録としてつく。

## 姉妹誌
- テクノポリス
- MSX・FAN
- PC Engine FAN（ファミマガのコーナーから独立）
- メガドライブFAN（ファミマガのコーナーから独立）
- 3DO MAGAZINE
- PlayStation Magazine

ファミマガの兄弟誌として刊行された雑誌・ムック
- SUPER FAMICOM Magazine（ゲームのBGMを収録したCDが付録。後期はPCエンジンやメガドライブのBGMも収録した）
- GAMEBOY Magazine（ゲームボーイ特集増刊。A5判）
- ゲーセン天国（アーケードゲーム情報誌。『ファミマガ』のコーナーから独立）

VHSソフト
- ファミマガVideo

発行当時の最新のゲームソフトを、映像とナレーションによる解説で紹介するビデオマガジン（『別冊ファミマガMini』も同梱）。本編のナレーションは声優の富山敬が担当していた。また、「ぼく（僕）たちゲーセン野郎のコーナー」は、ゲームフリークの田尻智本人がナビゲーターとして顔出しで出演していた。

## 雑記
- ソフトの紹介記事には必ずそのソフトの容量を明記しており、大容量を売りにするソフトが急増したきっかけにもなった。
- 1994年、ファミコンスペースワールドが中止となったことから代替イベント「スーパーファミコンアースワールド」を任天堂を始めとするメーカー各社の協賛で主催した。翌1995年にも「ファミマガアースワールド」を開催。
- 上記の『Nintendo DREAM』の付録として一度復活したことがある。内容はファミコンミニの紹介記事だった。
- 『ファミ通』vol.956にて、エイプリルフールにちなみウソ技の特集がされた。徳間書店協力のもと、ウソ技がほぼ全て掲載されている。
- 業務用ゲームを紹介する「ぼく（僕）たちゲーセン野郎」と言う記事があり、ライティングを田尻智が担当していた。その後ゲームフリークの編集部門立ち上げに伴い、実際のライティングは編集・ライティングメンバーが行なっていた。